# Erythronium mesochoreum
Erythronium mesochoreum är en liljeväxtart som beskrevs av Knerr. Erythronium mesochoreum ingår i Hundtandsliljesläktet och i familjen liljeväxter. Inga underarter finns listade.

## Bildgalleri

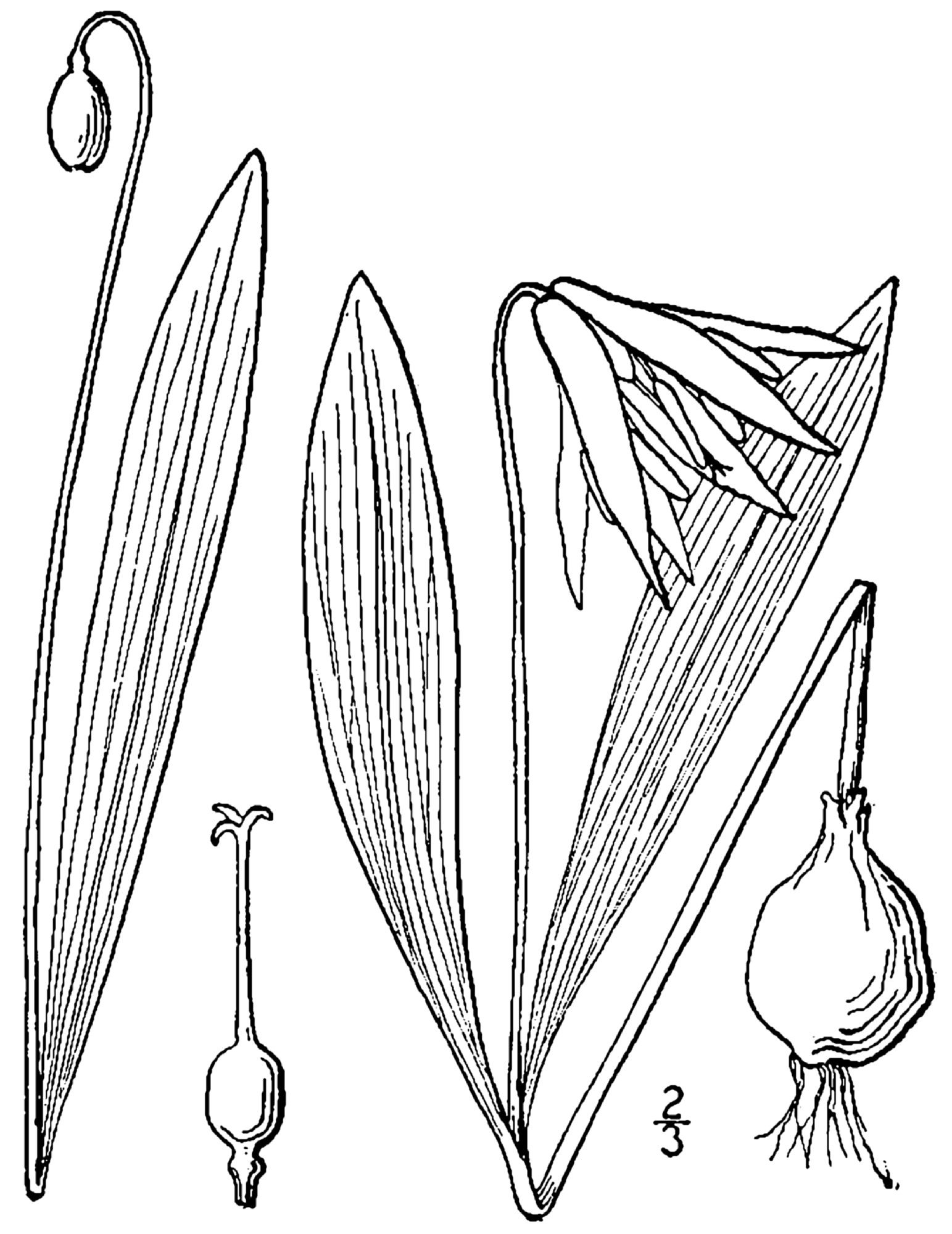